# Hirano Nagayasu
Hirano Nagayasu (平野長安?   1559 – 1628) fue un samurái japonés al servicio de Toyotomi Hideyoshi durante el período Azuchi-Momoyama de la historia de Japón.
Nagayasu fue reconocido como una de las “Siete Lanzas de Shizugatake” por su desempeño en esa batalla. Peleó del lado del Ejército del Este durante la Batalla de Sekigahara y buscó cambiarse de bando nuevamente solicitando servir bajo el clan Toyotomi durante el Asedio de Osaka, quince años después, pero le fue negado.
Nagayasu se convirtió en hatamoto durante el periodo Edo.